# Game-Engineering
Game-Engineering bezeichnet im Rahmen der Computerspiele-Entwicklung die Tätigkeit der Softwareentwicklung zur Implementierung der Spielwelt und der Regeln, die zuvor im Game-Design definiert worden sind.

## Aufgabenspektrum
Die Aufgaben im Rahmen des Game-Engineering fallen in den Bereich der Softwaretechnik mit dem Fokus auf der Verwendung von Game Engines, wie beispielsweise die Unity- oder die Unreal-Engine und der Spieleprogrammierung im Allgemeinen. Die Besonderheiten für einen Informatiker liegen dabei unter anderem in der programmiertechnischen Integration von 3D-Welten mit deren physikalischen Eigenschaften in ein definiertes Spielekonzept.

## Studium und Ausbildung
Seit einigen Jahren gibt es in deutschsprachigen Ländern die Möglichkeit, Game-Engineering formal als Studium zu erlernen. Die folgende nicht vollständige Liste enthält einige private und öffentliche Hochschulen, an denen Game-Engineering als Studiengang oder Schwerpunkt angeboten wird:
- Hochschule Kempten, Informatik, Game Engineering B.Sc. und M.Sc.
- Technische Universität München, Games Engineering B.Sc. und M.Sc.
- Universität Würzburg, Games Engineering B.Sc.
- Hochschule Heilbronn, Software Engineering mit Schwerpunkt Games Engineering B.Sc.
- FH Wedel, Computer Games Technology, B.Sc.
- Fachhochschule Technikum Wien, Game Engineering and Simulation Technology, M.Sc.